# Ромоданово (Рыбновский район)
Ромоданово — деревня в Рыбновском районе Рязанской области. Входит в Пощуповское сельское поселение.

## География
Находится в западной части Рязанской области на расстоянии приблизительно 15 км на северо-восток по прямой от железнодорожного вокзала в городе Рыбное.

## История
Была отмечена еще на карте 1797 года. На карте 1850 года показана как поселение с 18 дворами. В 1859 году здесь (тогда деревня Рязанского уезда Рязанской губернии) было учтено 12 дворов, в 1897 — 53.

## Население
Численность населения: 115 человек (1859 год), 336 (1897), 28 в 2002 году (русские 96 %), 5 в 2010.